# Черемисов, Геннадий Юрьевич
Генна́дий Ю́рьевич Череми́сов (род. 13 мая 1964, Макеевка, Донецкая область, УССР) — советский волейболист, игрок сборной СССР (1987). Чемпион Европы 1987, четырёхкратный чемпион СССР. Центральный блокирующий. Мастер спорта международного класса.
Выступал за команды: 1981—1984 — «Локомотив» (Киев), 1984—1986 — «Искра» (Одинцово), 1986—1989 — ЦСКА. Четырёхкратный чемпион СССР (1987—1990), трёхкратный обладатель Кубка европейских чемпионов (1987—1989).
С 1989 года играл в зарубежных командах: 1989—1991 — «Панатинаикос» (Афины, Греция), 1991—1994 — «Феррара» (Италия), 1994—1995 — «Карифано» (Фано, Италия), 1995—1998 — «Пари ЮК» (Париж, Франция), 1998-… — «Нафта» (Братислава, Словакия). Трёхкратный чемпион Франции (1996—1998), двукратный серебряный призёр чемпионата Греции (1990, 1991).
В составе сборной СССР в 1987 году стал чемпионом Европы.
В 1994 Геннадий Черемисов стал чемпионом России по пляжному волейболу (в паре с Р.Даяновым).